# Février
Pour les articles homonymes, voir Février (homonymie).
janvier mars
Février est le deuxième mois des calendriers grégorien et julien.
Février est le plus court mois de l'année, le seul à compter moins de trente jours : il possède généralement 28 jours, sauf lors des années bissextiles où il en compte 29.

## Nom
Le nom de février provient du nom latin du mois, februarius, lui-même dérivé du verbe februare signifiant « purifier ». Le rituel de Februa se tenait le 15e jour de februarius dans l'ancien calendrier romain.

## Histoire

### Origine
Antérieurement au calendrier de 12 mois, le calendrier romain n'en comptait que 10 et totalisait 304 jours ; les 61 jours d'hiver ne faisaient alors partie d'aucun mois. Vers 713 av. J.-C, le roi légendaire Numa Pompilius aurait ajouté les mois de janvier et février, étendant l'année à 365 jours.

### Ordre dans l'année

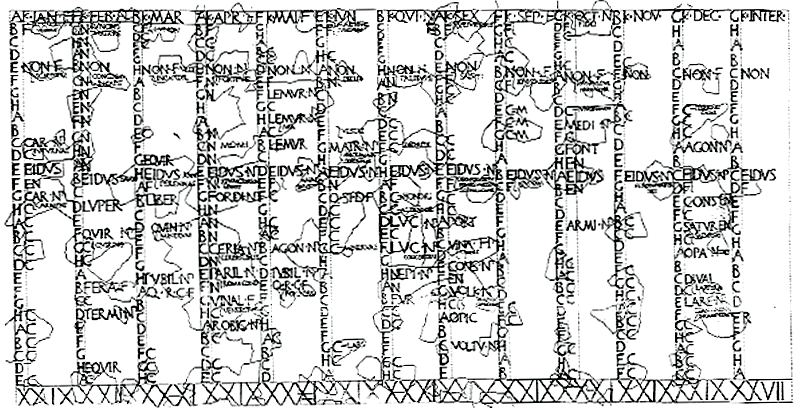
Fresque romaine datant d'entre 84 et 55 av. J.-C., décrivant un calendrier, avant la réforme julienne : janvier et février sont indiqués dans les deux premières colonnes.

Mars est initialement le premier mois de l'ancien calendrier romain. La position des mois de janvier et février varie suivant les écrits des auteurs romains, pouvant être rencontrés en début d'année ou en fin. Selon les auteurs, janvier devient le premier mois soit sous Numa, soit sous les decemviri vers 450 av. J.-C. Cependant, les années romaines restent identifiées par deux consuls, qui prennent leurs fonctions le 1er mai et le 15 mars, jusqu'en 153 av. J.-C. Après cette date, ils les prennent le 1er janvier. Dans le calendrier julien, février est le deuxième mois de l'année.
Pendant le Moyen Âge en Europe, plusieurs fêtes chrétiennes sont utilisées pour marquer le nouvel an, dont le 25 mars et le 25 décembre. Cependant, les calendriers médiévaux continuent à afficher les années selon la coutume romaine, en douze colonnes allant de janvier à décembre. À partir du XVIe siècle, les pays européens commencent à rétablir officiellement le 1er janvier comme date de début d'année.

### Longueur
Initialement, février compte 28 jours les années standards et 29 jours tous les quatre ans ; il est alors suivi d'un mens intercalaris de 29 jours.
Vers 450 av. J.-C., la République romaine réforme le calendrier romain : février compte 28 jours les années standards. Tous les deux ans, un mois de 27 jours, mercedonius, est ajouté à la suite de février. Février compte alors alternativement 23 et 24 jours.
À partir de la réforme julienne, le mois supplémentaire est supprimé et février compte 28 jours les années standards et 29 les années bissextiles. Le calendrier grégorien conserve cette caractéristique. Historiquement, un 29 février a été utilisé dans quelques pays de tradition orthodoxe, pour rattraper un décalage en passant du calendrier julien au calendrier grégorien.
Selon une légende, Auguste aurait déplacé un jour du mois de février au mois d'août lorsque ce dernier est renommé en son honneur en 8 av. J.-C. : comme le mois précédent de juillet, renommé en l'honneur de Jules César, comptait 31 jours, il aurait désiré que son propre mois en compte autant. Il existe cependant des documents indiquant que l'irrégularité de février date d'avant la réforme julienne.[réf. nécessaire]

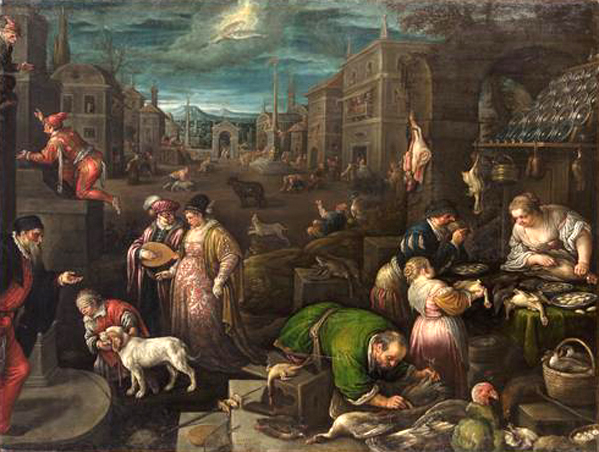
Février, Leandro Bassano (vers 1595-1600).
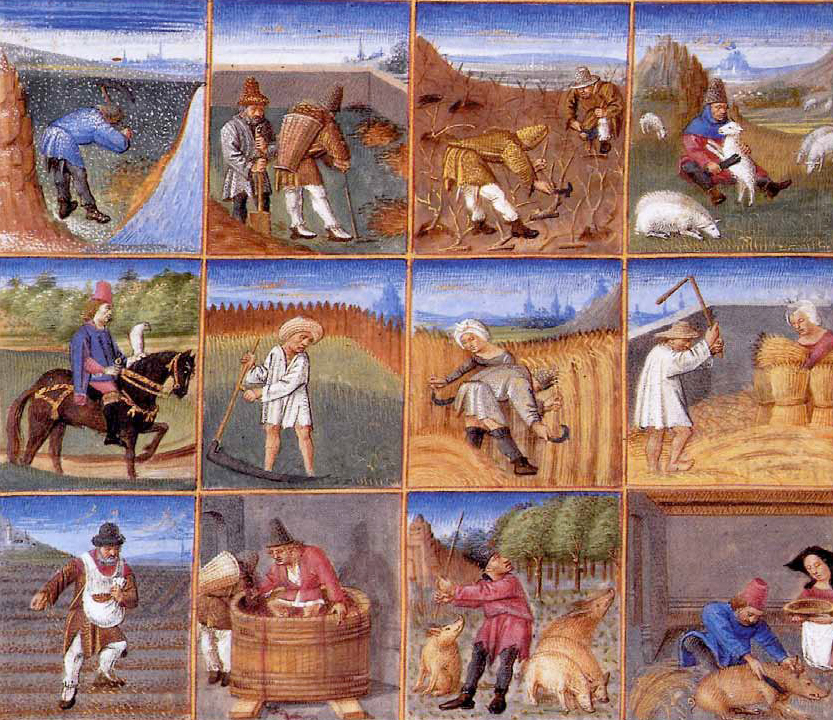
Dans le Ruralium commodorum opus  de Pierre de Crescent, premier traité d’agriculture écrit depuis l’Antiquité, le mois de février est symbolisé par l’épandage de la fumure animale dans un jardin.

## Dictons du mois et interprétations
Ces dictons traditionnels parfois discutables, ne traduisent une réalité que pour les pays tempérés de l'hémisphère nord.
- « Février le plus court des mois est le pire pour tous », « février rigoureux effraie les plus frileux. »

Le mois hivernal est redouté.
- « Il vaut mieux un renard au poulailler qu'un homme en chemise en février », « en février pluie jamais finie fait l'année féconde et bénie. »

Le temps de février annonce celui des mois suivants.
- « Mieux vaut un loup dans le troupeau qu'un mois de février trop beau »

## Propriétés
Février débute le même jour de la semaine que mars et novembre les années communes, et août les années bissextiles.
En raison de sa courte durée, février est le seul mois de l'année où il est possible de n'observer aucune pleine lune.
Dans l'hémisphère sud, comme en Australie ou en Argentine, le mois de février est le troisième mois de l'été, à l'image du mois d'août dans l'hémisphère nord.

## Toponymie
Les noms de plusieurs places, voies, sites ou édifices, de pays ou régions francophones, contiennent le nom de ce mois avec ou sans quantième, sous diverses graphies.